# Damian Dallu
Damian Denis Dallu (ur. 26 kwietnia 1955 w Kiponzelo) – tanzański duchowny katolicki, arcybiskup Songea od 2014.

## Życiorys
Święcenia kapłańskie przyjął 15 listopada 1984 roku. 

## Episkopat
14 kwietnia 2000 roku został mianowany biskupem diecezji Geita. Sakry biskupiej udzielił mu 30 lipca 2000 roku Polycarp Pengo - arcybiskup archidiecezji Dar-es-Salaam. W dniu 14 marca 2014 roku został mianowany arcybiskupem archidiecezji Songea. Urząd objął w dniu 18 maja 2014 roku.